# Shang-Chi
Shang-Chi is een personage uit de comics van Marvel Comics. Hij werd bedacht door Steve Englehart, Cletus Bartholomew en Jim Starlin en verscheen voor het eerst in Special Marvel Edition #15  in december 1973. Shang-Chi is een vrijwel ongeëvenaarde meester in martial arts. Hij heeft van origine geen bovennatuurlijke capaciteiten, tot hij in 2015 het vermogen ontwikkelt om een oneindig aantal duplicaten van zichzelf te creëren.

## Biografie
Shang-Chi verschijnt voor het eerst in Special Marvel Edition #15. Hij is de zoon van een blanke moeder en een Chinese vader, wetenschapper Fu Manchu. Die heeft ervoor gezorgd dat hij vanaf zijn kindertijd is opgeleid tot een exceptioneel meester in de krijgskunsten, met name gewapende en ongewapende wushu. Hij weet niet beter dan dat zijn vader een rechtschapen en goedwillend man is. Daarom gaat hij akkoord met diens opdracht om naar Engeland af te reizen om de 'kwaadaardige' James Petrie om te brengen. Nadat hij zijn taak heeft volbracht, wordt hij geconfronteerd door voormalig MI-6-agent Denis Nayland Smith. Die vertelt Shang-Chi de waarheid over Fu Manchu, een vrijwel onsterfelijk crimineel genie die alleen uit is op macht en persoonlijk gewin. Shang-Chi breekt met zijn vader en maakt daarmee een aartsvijand. Waar Fu Manchu zweert hem te vermoorden vanwege zijn verraad, sluit hij zich aan bij Smith, Jack Tarr en MI-6-agenten Clive Reston en Leiko Wu om de kwaadaardige plannen van zijn vader voortaan te dwarsbomen.
Naast zijn eigen strijd tegen onder anderen Fu Manchu, verschijnt Shang-Chi in verscheidene andere verhalen en titels binnen het Marvel Universum. Hij gaat samenwerkingen aan met onder meer Spider-Man, Captain America, Ms. Marvel, Wolverine, Hawkeye en Shuri en wordt lid van de Avengers.

## Historische achtergrond
Marvel kocht in de jaren 70 de striprechten van het romanpersonage Fu Manchu van schrijver Sax Rohmer om in te kunnen springen op een golf van populariteit van kungfu in het westen. Aan de hand daarvan werd Shang-Chi geïntroduceerd als diens nooit eerder genoemde, door Marvel zelf bedachte zoon. De personages Denis Nayland Smith, James Petrie en Fah Lo Suee verhuisden van de boeken mee naar de comics. Shang-Chi bleek dermate populair dat Marvel de titel van de serie Special Marvel Edition na zijn verschijningen in nummers #15, #16 en #17 veranderde in The Hands of Shang-Chi: Master of Kung Fu. Die reeks liep tot nummer #125 in 1983. Hij verscheen daarnaast regelmatig in Marvels The Deadly Hands of Kung Fu, meerdere cross-overs, miniseries, eenmalige titels, series met wisselende hoofdpersonages (anthologie) en als ondersteunend- en/of gastpersonage in andere titels. Een aanzienlijk aantal personages die van origine in verband stonden met Shang-Chi, zijn later om licentieredenen uitgefaseerd of omgedoopt. Nadat Marvel de rechten van Rohmers Fu Manchu verloor, werd er bijvoorbeeld een tijd op andere manieren naar Shang-Chi's vader verwezen dan door die naam te noemen. Schrijver Ed Brubaker loste het probleem verder op door een verhaallijn te schrijven waarin wordt onthuld dat 'Fu Manchu' eigenlijk Zheng Zu heet en al die tijd een alias gebruikte. Op diezelfde manier werd Shang-Chi's halfzus Fah Lo Suee omgedoopt in Zheng Bao Yu.

## In andere media

### Marvel Cinematic Universe
Sinds 2021 verschijnt Shang-Chi in het Marvel Cinematic Universe waarin hij wordt vertolkt door Simu Liu. Shang-Chi komt onder ander voor in de volgende film en serie:
- Shang-Chi and the Legend of the Ten Rings (2021)
- What If...? (2024) (stem) (Disney+)

### Videospellen
- Shang-Chi is een speelbaar personage in het mobiele videospel Marvel: Future Fight.